# Gigahertz
En gigahertz (GHz) er en måleenhed for frekvens: 1 GHz svarer til 1 milliard hertz, svingninger per sekund.
Radar, mikrobølgeovne, mobiltelefoner og computere arbejder f.eks. alle i GHz-området.